# Turbinicarpus bonatzii
Turbinicarpus bonatzii ist eine Pflanzenart in der Gattung Turbinicarpus aus der Familie der Kakteengewächse (Cactaceae). Das Artepitheton bonatzii ehrt den deutschen Kakteensammler Hans-Joaehim Bonatz.

## Beschreibung
Turbinicarpus bonatzii wächst einzeln mit dunkelgrünen, niedergedrückt kugelförmigen bis kugelförmigen Körpern und hat eine kurze, dicke Rübenwurzel. Die Körper erreichen Durchmesser von 1,5 bis 2 Zentimeter. Ihre Höcker sind konisch bis rhomboid. Es ist ein einzelner brauner Mitteldorn mit einer Länge von 12 bis 25 Millimetern vorhanden. Die 1 bis 2 Randdornen sind weiß mit einer dunkleren Spitze und 3 bis 5 Millimeter lang.
Die rosafarbenen Blüten haben hellere Ränder. Sie sind bis zu 1 Zentimeter lang und weisen Durchmesser von 1,2 bis 1,5 Zentimetern auf. Die rundlichen, grünlichen Früchte sind bei Reife fleischig.

## Systematik, Verbreitung und Gefährdung
Turbinicarpus bonatzii ist im mexikanischen Bundesstaat San Luis Potosí verbreitet.
Die Erstbeschreibung erfolgte 1992 durch Gerhart Frank. Nomenklatorische Synonyme sind Pediocactus bonatzii (Gerhart Frank) Halda (1998) und Turbinicarpus schmiedickeanus subsp. bonatzii (Gerhart Frank) Panar. (1999).
Turbinicarpus bonatzii wird in Anhang I des Washingtoner Artenschutz-Übereinkommens geführt. In der Roten Liste gefährdeter Arten der IUCN wurde sie 2002 als „Endangered (EN)“, d. h. stark gefährdet eingestuft. Bei der Aktualisierung 2009 wurde die Art nicht neu bewertet und aus der roten Liste entfernt.

## Nachweise